# Hypocalymma uncinatum
Hypocalymma uncinatum är en myrtenväxtart som beskrevs av P.Arne K. Strid och Gregory John Keighery. Hypocalymma uncinatum ingår i släktet Hypocalymma och familjen myrtenväxter. Inga underarter finns listade i Catalogue of Life.